# Mohamed Ismail Ibrahim
Mohamed Ismail Ibrahim (ur. 1997) – dżibutyjski lekkoatleta specjalizujący się w biegach średnich i długich.
W 2014 zdobył brązowy medal igrzysk olimpijskich młodzieży w biegu na 1500 metrów. Srebrny i brązowy medalista igrzysk solidarności islamskiej (2017).

## Osiągnięcia
| Rok  | Impreza                          | Miejsce        | Konkurencja                        | Lokata      | Wynik    |
| ---- | -------------------------------- | -------------- | ---------------------------------- | ----------- | -------- |
| 2014 | Igrzyska olimpijskie młodzieży   | Nankin         | bieg na 1500 metrów                | 3. miejsce  | 3:45,72  |
| 2015 | Mistrzostwa panarabskie          | Manama         | bieg na 3000 metrów z przeszkodami | 5. miejsce  | 8:39,46  |
| 2016 | Mistrzostwa świata juniorów      | Bydgoszcz      | bieg na 3000 metrów z przeszkodami | 10. miejsce | 8:42,38  |
| 2016 | Igrzyska olimpijskie             | Rio de Janeiro | bieg na 3000 metrów z przeszkodami | eliminacje  | 8:53,10  |
| 2017 | Igrzyska solidarności islamskiej | Baku           | bieg na 5000 metrów                | 3. miejsce  | 13:29,29 |
| 2017 | Igrzyska solidarności islamskiej | Baku           | bieg na 3000 metrów z przeszkodami | 2. miejsce  | 8:37,46  |
| 2017 | Mistrzostwa panarabskie          | Radis          | bieg na 1500 metrów                | 1. miejsce  | 3:52,38  |
| 2017 | Mistrzostwa panarabskie          | Radis          | bieg na 3000 metrów z przeszkodami | 1. miejsce  | 8:42.25  |
| 2017 | Mistrzostwa świata               | Londyn         | bieg na 3000 metrów z przeszkodami | eliminacje  | 8:33,77  |
| 2018 | Mistrzostwa Afryki               | Asaba          | bieg na 3000 metrów z przeszkodami | 11. miejsce | 8:48,25  |
| 2019 | Mistrzostwa panarabskie          | Kair           | bieg na 3000 metrów z przeszkodami | 4. miejsce  | 8:56,73  |
| 2019 | Igrzyska afrykańskie             | Rabat          | bieg na 3000 metrów z przeszkodami | 8. miejsce  | 8:42,59  |
| 2022 | Mistrzostwa świata               | Eugene         | bieg na 3000 metrów z przeszkodami | eliminacje  | 8:25,85  |
| 2022 | Igrzyska solidarności islamskiej | Konya          | bieg na 1500 metrów                | eliminacje  | 3:51,80  |
| 2022 | Igrzyska solidarności islamskiej | Konya          | bieg na 3000 metrów z przeszkodami | 2. miejsce  | 8:58,92  |
| 2023 | Mistrzostwa panarabskie          | Marrakesz      | bieg na 5000 metrów                | 1. miejsce  | 14:27,97 |
| 2023 | Igrzyska frankofońskie           | Kinszasa       | bieg na 5000 metrów                | 1. miejsce  | 13:22,44 |
| 2023 | Igrzyska frankofońskie           | Kinszasa       | bieg na 3000 metrów z przeszkodami | 1. miejsce  | 8:55,36  |
| 2023 | Mistrzostwa świata               | Budapeszt      | bieg na 5000 metrów                | 11. miejsce | 13:23,89 |
| 2024 | Halowe mistrzostwa świata        | Glasgow        | bieg na 3000 metrów                | 9. miejsce  | 7:50,05  |
| 2024 | Igrzyska afrykańskie             | Akra           | bieg na 10 000 metrów              | 11. miejsce | 30:12,76 |
| 2024 | Mistrzostwa Afryki               | Duala          | bieg na 5000 metrów                | 1. miejsce  | 13:38,38 |
| 2024 | Igrzyska olimpijskie             | Paryż          | bieg na 5000 metrów                | eliminacje  | 13:57,47 |

## Rekordy życiowe
- bieg na 1500 metrów – 3:36,98 (2017)
- bieg na 3000 metrów – 7:36,29 (2024) rekord Dżibuti
- bieg na 5000 metrów – 12:56,43 (2024) rekord Dżibuti
- bieg na 10 000 metrów – 27:22,38 (2024) rekord Dżibuti
- bieg na 3000 metrów z przeszkodami – 8:22,17 (2021) rekord Dżibuti